# Moralia Cypriana Kamila Norwida
Moralia Cypriana Kamila Norwida – zbiór pism moralnych Cypriana Kamila Norwida.

## Zestawienie
| Tytuł                                                  | Rodzaj     | Powstanie | Publikacja |
| ------------------------------------------------------ | ---------- | --------- | ---------- |
| Zmartwychwstanie historyczne                           | rozprawka  | 1851-1852 | 1931       |
| O modlitwie                                            | rozważania | 1852      | 1932       |
| List o stolikach wirujących                            | list       | 1854      | 1937       |
| O miłości ksiąg dwie                                   | rozprawka  | 1857      | 1958       |
| Z powodu opowiadania «Ród Cenci»                       | uwagi      | 1860      | 1912       |
| Do Spartakusa (o pracy)                                | rozważania | 1866      | 1930       |
| Memoriał w sprawie «Towarzystwa uszanowania człowieka» | memoriał   |           | 1937       |
| Modlitwa                                               |            | 1882      | 1937       |
| Żydy i mechesy                                         | artykuł    | 1882      | 1928       |
| Fabulizm Darwina                                       | szkic      | 1882      | 1937       |
| Emancypacja kobiet                                     | szkic      | 1882      | 1935       |

## Zbiór
Zbiór obejmuje jedenaście tekstów Norwida o szeroko pojętej tematyce moralnej. Wyodrębnił go W. Gomulicki w wydaniu z 1968. Zaliczył wówczas do niego ponadtoː Trzy tysiące franków i umoralnienie społeczne oraz O wartości i potrzebie dzienników, które w wydaniu z 1971 przeniósł do pism literackich i artystycznych.

## Charakterystyka
Pierwszym pismem z tego zbioru jest napisana najwcześniej w latach 1851-1852 rozprawka filozoficzna Zmartwychwstanie historyczne. Z lat 50. pochodzą ponadtoː konsolacja dla Konstancji Górskiej z powodu śmierci jej siostry O modlitwie (1852), stanowiący odpowiedź na pytanie Marii Trębickiej, dotyczące modnych podówczas praktyk spirytystycznych, List o stolikach wirujących (1854) oraz refleksje wywołane własnymi perypetiami uczuciowymi poetyː O miłości ksiąg dwie.
W następnych dwóch dziesięcioleciach Norwid rzadko zajmował się tą problematyką. W 1860 napisał Z powodu opowiadania «Ród Cenci», uwagi do artykułu w Gazecie Warszawskiej, oprócz tego Do Spartakusa (o pracy) - 1866 i Memoriał w sprawie «Towarzystwa uszanowania człowieka». Natomiast owocny okazał się dla problematyki moralnej rok 1882, kiedy powstałyː luźny, na pół aforystyczny drobiazg Modlitwa, artykuł wywołany pogromami Żydów w Cesarstwie Rosyjskim Żydy i mechesy, szkic na temat literackości teorii ewolucji – Fabulizm Darwina i szkic Emancypacja kobiet.

## Publikacja
Żaden z utworów z tego zbioru nie ukazał się za życia autora. Najwcześniej, w 1912 w Pismach zebranych wydanych przez Przesmyckiego zostało opublikowane Z powodu opowiadania «Ród Cenci». Większość utworów ukazała się w zasadzie w latach 30. XX wieku. W 1928 Piotr Grzegorczyk wydał Żydów i mechesów, w 1930 Wł. Turczyński – Do Spartakusa (o pracy), w 1931 Przesmycki – Zmartwychwstanie historyczne, w 1932 Adam Czartkowski – O modlitwie, w 1935 Kazimierz Wyka – Emancypację kobiet, najwięcej, bo aż cztery teksty naraz Przesmycki w 1937 – List o stolikach wirujących, Memoriał w sprawie «Towarzystwa uszanowania człowieka», Modlitwa i Fabulizm Darwina. W 1958 Hanna Malewska wydała O miłości ksiąg dwie.